# Proroblemma porphyrea
Proroblemma porphyrea là một loài bướm đêm trong họ Erebidae.